# Kangcsü

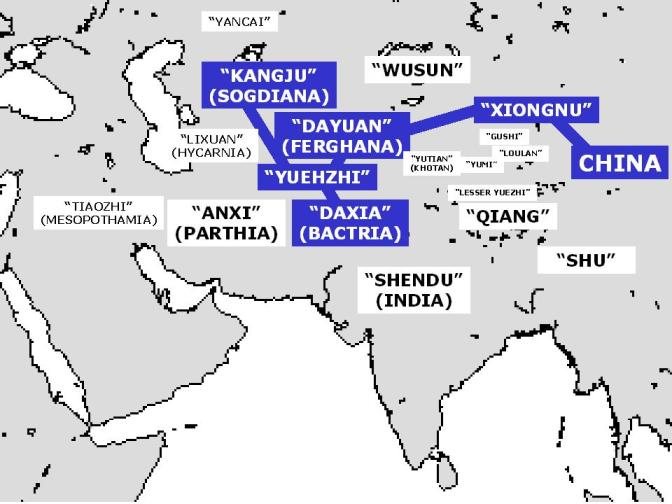
A Csang Csien által meglátogatott és leírt országok (előbbieket kék szín jelöli)

Kang (康), Kangcsü (康居) vagy Kangkuo (康國) a legkorábbi kínai jelentésekben a Szir-darja középső szakaszát, valamint a Talasz és a Csu folyó lapályát magában foglaló területet, vagyis a kangarok országát jelentette. Későbben a kínai források Szogdiát, a kangarok korábbi birtokát illették Kangcsü stb. névvel.

## Története
Csang Csien, Kína megbízottja az i. e. 129. évben érte el Közép-Ázsiát, s utazásának eredményeiről jelentésben számolt be császárának. Tudósítása nyomán a kínaiak első ízben ekképpen írták le a kangarok országát (Sicsi 123. fejezet, 8. szakasz):
„Kangcsü északnyugatra, nagyjából kétezer li [kb. 832 km] távolságra esik Tajüantól [a Ferganai-medence királyságától]. Az ország kicsi, és határos Tajüannal. Elismeri a jüecsik névleges felsőbbségét délen és a hunokét keleten.”
Kangcsü neve a zoroasztrizmus szent könyvében, az Avesztában is felbukkan, mégpedig Kangha alakban. Klaudiosz Ptolemaiosz, görög földrajztudós Kangcsü lakóit, a kangarokat kakhagai szküthai (καχαγαι σκυθαι) elnevezéssel illeti. E név a szogdok közvetítésével juthatott a görögökhöz.
A szogdok magterülete a Zaravsán folyó völgye volt, illetve a Szamarkand köré tömörülő városok. A szogdok országának északnyugati felét, valamint az ászik birtokait az i. e. 130. év táján elfoglalták a kangarok.
Szogdiát későbben (a 350. évben) megszállták a hunoknak is nevezett törökök, avagy tielö népek – Kangcsü törzsterületének lakói a 4. század végén tagozódtak be a hunok szövetségébe –, majd pedig (az 5. század elején) a többek között heftalitáknak is nevezett avarok, s az 554. évben a türkök. A birtokviszonyok változását a kínaiak nemigen vették figyelembe. Szogdia a kínai forrásokban továbbra is Kangcsü stb. néven szerepelt.
A hatszázötvenes évek elején a Tang Birodalom (618–907.) hódította meg a Kangcsünek nevezett tartományt, és létrehozta Kangcsü Főparancsnokságot. A főparancsnok székhelye Szamocsien (薩末鞬 vagy 颯抹建) város, azaz Szamarkand volt. Nevezett tartomány azonban nem Kangcsü törzsterülete volt, hanem a kankarok egykori hűbéres birtoka, Szogdia. Kangcsü főparancsnoka irányította a tartomány államocskáit, az úgynevezett Csaovu kilenc barbár családját (Csaovu csiu hszing hu: 昭武九姓胡). A kínaiak uralma Szogdiában a 8. század közepéig, az arab hódításokig tartott.

## Selmeczi László és Vásáry István állításai
Selmeczi László kijelentése szerint – állításai jó részben Czeglédy Károly kutatásain alapulnak – az ászik egy ideig vezető szerepet játszottak Közép-Ázsiában, az Aral-tótól keletre. Nevezettek a kínai forrásokban Kangkü néven említett ország lakói voltak, amely a Szir-darja középső szakaszától északra, a Kazak puszta déli peremét és a Csu folyó völgyét foglalta magában. Az ászik a tohárok vándorlása idején, az i. e. 129. évben, befolyásukat a Szir-darjától délre is kiterjesztették. A tohárok, majd az ászik megszállták Szogdiát, s ekképpen Szogdia, illetve a tohárok végül az asiani (asi) fennhatósága alá kerültek.
A tohárok vándorlásával kapcsolatban említett ász, ászi, ászián névvel illetett népesség nem más – mondja Vásáry István –, mint Kangkü iráni népe, a szakarauka népnév pedig a szakák szintén iráni nyelvű népének egy csoportját jelöli. A görög–latin forrásokban tohár néven szereplő nép pedig egyszerűen nem lehet más, mint a kínai források jüecsije.
A 350. év után – folytatja Selmeczi – Kangkü önállósága elveszett. Területét azok a tielö (ogur) törzsek foglalták el, melyek korábban az Irtis folyó vidékén éltek. A 460. év táján a Góbi-sivatag környékén lakó zsuanzsuanok (avarok, uar-hunok) újabb támadásai először a szavírokat űzték Közép-Ázsia pusztáira, majd a szavírok távozása (506.) után az egykori Kangkü területén a choaliták (hválisz, halisz, káliz) alapítottak birodalmat.
Selmeczi és Vásáry terjedelmes értekezésének e helyen csupán ide vágó részleteit, pontosabban azok tartalmi kivonatát tükröztük. Jeles szerzőink bajosan áttekinthető leírása fölött már ítéletet mondott az idő. Megállapításaik jórészt elhibázottak, az esetek többségében nincsenek összhangban a tényekkel.
Az ászik az i. e. 2. században nem Kangcsü lakói voltak, hanem a Szir-darja alsó szakaszánál, illetve Khoraszmia oázisának területén, az Amu-darja alsó szakaszánál laktak.
Az i. e. 130. év táján a kangarok kezdtek hódításokba. Elfoglalták Szogdia északnyugati felét, és befolyásukat az ászik birtokaira is kiterjesztették. Utóbbiak ekkor elvesztették önállóságukat, a kangarok alárendeltjei, alanyai lettek, s változtatták éppen ezért szövetségük nevét (görögösen masszagetai) alánra (alanoi). A helytelenül tokhároknak nevezett jüecsik (月氏) nagyjából ugyanekkor Szogdia délkeleti részét és Kelet-Baktriát szállták meg. Ők nem voltak sem a kangarok, sem az ászik hűbéresei.
A jüecsik (nevük helyes átírása kínaiból jüecse lenne) nem azonosak az iráni tokhárokkal, akik túlnyomórészt a Tarim-medence városállamaiban éltek. Egyik csoportjuk Kelet-Baktria (Tokharisztán) lakója volt. A tokhárok, illetve lakóhelyük neve utóbb a hódító jüecsikre is átszállott, s ezért címezték őket (többek között) tokhároknak is.
A belső-ázsiai zsouzsanok, avagy zsuanzsuanok és a közép-ázsiai avarok között nincsen kapcsolat. A szabarok sorsát visszafelé csak közép-ázsiai hazájukig tudjuk nyomon követni. Korábbi lakóhelyükkel kapcsolatban – meglehet, Közép-Ázsiában szerveződtek néppé – csak találgatni lehet.
A latinos choalita név Khoraszmia szkíta lakóira, az aorszokra hivatkozik. Khoraszmia birodalma egy időben magában foglalta a kangarok korábbi birtokait is.